# MUNTOシリーズ
『MUNTOシリーズ』（ムントシリーズ）とは日本のアニメ制作会社である京都アニメーションが自主制作したファンタジー作品群である。OVAを原点とし、2009年（平成21年）には『空を見上げる少女の瞳に映る世界』（そらをみあげるしょうじょのひとみにうつるせかい）としてテレビアニメ版が放送、のちにTVシリーズ後半のディレクターズカット版として映画『天上人とアクト人最後の戦い』（てんじょうびととアクトびとさいごのたたかい）が公開された。

## 概要
京都アニメーションのスタッフ自らがオリジナル企画を立ち上げ、製作・販売までのすべてを自社で行う「京アニプロジェクト」の第1弾として製作された。2003年（平成15年）3月18日に第1作が、2005年（平成17年）4月23日に第2作の『MUNTO 時の壁を越えて』が発売されている。2009年（平成21年）1月にはテレビアニメシリーズ『空を見上げる少女の瞳に映る世界』が放送された。
『MUNTO 時の壁を越えて』は続編ではあるが、主人公のユメミとムント以外の担当声優は第2作で大幅に変更されている。また、監督の木上による解説や外伝の小説は京都アニメーションのウェブマガジン「京アニBON!」にて公開されている。
その後、京都アニメーションが企画制作の全てを行う自社企画「京アニプロジェクト」第3弾として企画された、『空を見上げる少女の瞳に映る世界』は2008年（平成20年）11月10日、テレビアニメとして放映されることが各アニメ雑誌および公式サイトで公表された。
「ドラゴンエイジピュア」2006年3月号では「MUNTO〜ユメミぱらどっくす〜」が掲載された。
第2作の『MUNTO 時の壁を越えて』のCMナレーションはフルメタル・パニック!の作者である賀東招二が担当している。

## あらすじ
他の人とは違う空が見える中学生ユメミのもとに、天上世界の魔導王を名乗るムントという男が現れ、2つの世界を救えと言われる。

## 登場人物
※ 担当声優は「第1作 / 第2作 / テレビアニメ」の順。
テレビアニメシリーズは、キャラクターの下の名前がすべてカタカナ表記になっている。

### 地上界
日高 ユメミ（ひだか ユメミ）
声 - 三間はるな / 三間はるな / 相沢舞
主人公。幼少時から度々空に浮かぶ天上世界を発見していたが、周囲から信用されなかったことで悩んだため、大陸の見えない曇り空を好む。天上世界に来てからは周囲に祭り上げられる。作中での名ゼリフとして最終回予告（アニメ版）でムントがユメミを誘う言葉をユメミが「やなこった」とガラリと口調を変えて断るのがファンの間で好評になり、映画舞台挨拶では、この話題で盛り上がり、小野大輔、相沢舞の2人で、そのシーンを再現した。
小野 以知子（おの いちこ）
声 - 里井佳代子 / 清水香里 / 堀川千華
ユメミの友人。ボーイッシュで勝気だが、父親譲りであることを指摘されると不機嫌になる。ユメミの証言を信じる唯一の人物。初夏にみえた浮島の事件以来、ユメミの心が変わりはじめたことにきづき次第に自分の元から離れていく不安を感じる｡それに呼応するかのようにイチコの中にも変化が生まれていく。ムントの存在に、友人を盗られるという嫉妬心がユメミへの幼い独占欲となり、天上界へと引き寄せられていくユメミをつなぎ止める現実の存在となる。後にスズメと共に天上界へ乗り込みユメミと共に世界を救うために戦う。月刊コンプエースの漫画版では怪談を披露するという本編では見られないようなオカルト好きそうな一面を見せている（ただしこの怪談ネタは知り合いの出川から聞いた受け売り。その人の話が半分以上ガセネタであることを聞かされるまで知らなかった）。
今村 涼芽（いまむら すずめ）
声 - 佐々木彩乃 / 釘宮理恵 / 今野宏美
ユメミの友人。身長が低く、幼い言動も特徴だが、行動力は高い。カズヤというボーイフレンドがいて、そのおっとりとした雰囲気が彼を和ましている。しかし、見た目の印象とは異なり、彼女自身強い意志を持っていて、まっすぐに進む意味を形としてユメミやイチコにみせることも多い。言葉少なに意を突き、ある意味一歩引いた位置から状況を見つめている。後にイチコと共に天上界へ乗り込みユメミと共に世界を救うために戦う。同じ京都アニメ作品である『らき☆すた』に以知子と共に客演している。
高森 和也（たかもり かずや）
声 - 松井尚吾 / なし / 高橋伸也
涼芽の恋人。町では有名な喧嘩屋で多くの不良たちに畏怖されている。幼少時から家族とは疎遠で父親とも親子喧嘩を起こしている。涼芽と共に運河を学生服姿で泳ぎ渡ることでお互いの絆を認識しあった。
戸部 タカシ（とべ タカシ）
声 - なし / 下野紘 / 水原薫
以知子の友人。眼鏡をかけている。ユメミたちとはアルバイト先である神社での同僚でもある。以知子の尻に敷かれがち。
日高 望（ひだか のぞみ）
声 - 久里きなこ / 谷井あすか / 井上喜久子
ユメミの母親。思春期の娘を温かい目で見守るごく一般の母親像。家事をソツなくこなし、二児の面倒をみる母として幸せな家庭を築いている。夫のシゲルとも夫婦円満で仲がよい
日高 力（ひだか ちから）
声 - 浜田真瑞 / 浜田真瑞 / 内田彩
ユメミの弟。アニメやゲームが好きな小学生。劇中のアニメのキャラクターであるウルトラもん太郎が大のお気に入りで、部屋の至る箇所にもん太郎のキャラクターグッズがおいてある。
日高 シゲル（ひだか しげる）
声 - なし / 木村雅史 / 平松広和
ユメミの父親。一家の大黒柱として家族のことを常に思っている。広告業界に勤めており帰りが遅いが、休日にはしっかりと家族サービスなどもする。どっしりと構え、安心感を与えてくれる存在。
ハカナイ 遥（はるか）
月刊コンプエース版の漫画オリジナルキャラクター。ユメミ達の学校に転校してきた。ミステリアスな雰囲気の美少女。一人称は「私」だが、男口調な感じで話す。クラスの噂によると転校は初めてじゃないらしくトラブル連発で学校を転々としているという。ユメミと同じく浮島が見える。

### 天上界
ムント
声 - 肥後雅一 / 肥後雅一（幼少期：森永理科） / 小野大輔（幼少期：伊藤実華）
ユメミの時代よりも遙か未来に存在する、天上世界の中の一国｢魔導国｣の若き王。傲慢な性格で一人称は「俺様」。ユメミをはじめとする他人に対しては呼び捨てにされることを嫌い「ムント様」と呼ぶように言う。ユメミと接触できる唯一の存在であり､アクト消失を防ぐために奔走する。自国の危機を救うためユメミに力を求め、地上界と天上界を守るために彼女と共に戦う。世界を救った後、ラストシーンで天上界から姿をくらませる。
ガス
声 - 島よしのり / 石井康嗣 / 稲田徹
イリータの師匠。天上国のどこにも属さず、時空を閉じた門を守っている局外者と呼ばれる存在。アクトを呪いに換え使うため呪いの魔神とも呼ばれ、忌み嫌われている。勇猛果敢で真面目。口数は多くはないが、寡黙というほどでもない。ムントとは敵対しているが、アクト危機を知り陰ながら助力する。ニュートラルな立場で天上界の行く末を見つめ、気まぐれなように見せかけて、実は事の真贋を見極めようとしている。グリドリとの闘いで彼を道連れにして戦死する。
イリータ
声 - 佐々木彩乃 / 増田ゆき / 土谷麻貴
ガスの弟子。幼い外見のために、ガスのロリコン疑惑が起きた（次回予告で指摘されている）。ガスを慕い、彼の良き理解者として彼とともに行動している。ガスに対しては絶対的な信頼を置いており、どこか安楽的なところがある。
リュエリ
声 - 沢井則江 / 大原さやか / 田中涼子
ムント直属のアクトによって予見を行うことのできる魔女。長い間、ムントの姿を見てきたこともあり、再び訪れた天上界の危機に対し的確に指示をし、以前と変わらずムントを助ける立場として冷静な判断を下す。無謀なムントに対して的確な判断をみせる。ユメミ召還をムントに呼びかけ、再びアクト循環が必要だと示唆する。盲目だったが後に回復する。
トーチェ
声 - 浜田真瑞 / 浜田真瑞 / 松元恵
リュエリの弟子。リュエリのことを他の誰よりも尊敬し、敬愛している。まだ予見をみる力がは無いが、言葉が少ないリュエリに対し、トーチェは言葉で状況告知や感情論の表現をする代弁者でもある。天上界に来たばかりのユメミに天上界のことを説明し仲良くなる。
ルイ
声 - なし / 保村真 / 遠藤広之
国王ムントの軍事参謀。正確な状況判断と実行力で、暴走しがちなムントを補佐する。古参の魔導士からも一目置かれるアクト使いの実力者だが、時折神経質な一面も覗かせる。
グンタール
声 - 川島宏知 / 清川元夢 / 若本規夫
ムントと敵対する連合の軍師だが、連合の最高責任者である長老たちの不甲斐なさに愛想を尽かし、独断でムントたちに戦いを挑む。ユメミ、以知子、涼芽を生贄に野望を果たそうとする。恵まれた知能と習得した帝王学・兵法により、指揮官と参謀の才能を兼ね備えた逸材。積み上げた戦績が認められ、天上世界の各国を代表する長老たちの下で、将軍として連合軍の全権を握っている。アクトの枯渇がもたらした天上世界崩落の危機に乗じて、アクトの独占と魔導国の攻略を企む。イチコとスズメのアクトを使い天上界の崩壊を止めようとするが、他人を犠牲にして世界を救うのを否定するユメミに敗れ去る。
ライカ
声 - かわたそのこ / 柳沢真由美 / 斎藤楓子
ガスの好敵手である連合の女将軍。理知的な天上界エンダ国指揮官。自国の中でも数指に数えるほどの実力者。前線にたって自ら敵陣に切り込む果断さもある。若くして軍の上層に立つライカは連合軍所属時における魔導国進軍時も隊を率いて前線に立ち活躍をみせている。ムントやガスのことは噂や軍の資料により知識はあったが、このとき彼らの姿を目の当たりにすることになる。対立している相手（グンタール）が同じという理由でムントの仲間に加わった。
ラムジ
声 - なし / 木村雅史 / 佐藤晴男
ライカの側近。
アリネ
声 - なし / 森永理科 /
ライカの部下。
シュザ
声 - なし
ムントの仲間。ガスを凌ぐ巨漢で無口で台詞は一切無い。グリドリとの闘いでユメミを連れて逃げる。
パルカ
声 - なし / なし / 白熊寛嗣
ムントの臣下。
マテュ
声 - なし / なし / 杉野田ぬき
ムントの臣下。大柄で拳に熱をまとう魔法を使う。地上界から来たユメミ、イチコ、スズメを姫と呼び慕う。
テオ
声 - なし / なし / 土屋トシヒデ
ムントの臣下。拳法着を着た小柄な男で腕に竜巻をまとう魔法を使う。地上界から来たユメミ、イチコ、スズメを姫と呼び慕う。
グリドリ
声 - なし / 木村雅史 / 白石稔
仮面を被った謎の兵士。ムントの父親が自分を次期国王に選ばなかったことで私怨を抱いているようだが、彼とムント親子の関係が明かされることはなかった。正体はホルグウズ国の国王。自身の絶大な魔力で自国を取り込む。自分の力があれば天上界を救えると信じ、天上界の未来を託されたムントに対して否定的である。ムントたちとの闘いの中現れたガスに道連れにされ消滅する。
先代魔導王
声 - なし / 松本大 / 奥田啓人
ムントの父親。
王妃
声 - なし / 増田ゆき / 小菅真美
ムントの母親。
長老
声 - 竹房敦司、内田やすき、傘谷友 / 竹房敦司、斉藤次郎、河合義雄、松本大 / 城山堅、藤本譲、西川幾雄、松岡文雄
グンタールの上官たち。
局外者の後継者
月刊コンプエース版の漫画オリジナルキャラクター。名称不明。敵キャラクター。所々に包帯を巻いている。ムントの前に立ちはだかり戦いを挑んでくる。「時間が･･･ナイ」と何かを焦っている。

## スタッフ（OVA）

### MUNTO
- 監督・脚本・絵コンテ・演出 - 木上益治
- 演出助手 - 山本寛
- 作画監督 - 荒谷朋恵
- 美術監督 - 田村せいき
- 色彩設定 - 高木理恵
- 撮影監督 - 中上竜太
- 音響制作 - メディアプラザ / 錦織実
- 音響監督 - 大岩修二
- ビデオ編集 - 上島益之
- プロデューサー - 八田陽子
- 製作プロデューサー - 八田英明
- アニメーション制作・製作 - 京都アニメーション

### 時の壁を越えて
- 企画プロデューサー - 八田陽子
- 監督・脚本・絵コンテ・演出 - 木上益治
- 演出補佐 - 山本寛
- 構成 - 京都アニメスタジオ
- キャラクターデザイン・作画監督 - 荒谷朋恵
- 美術監督 - 田村せいき
- 色彩設定 - 高木理恵
- 撮影監督 - 中上竜太
- 音響監督 - 鶴岡陽太
- 音楽 - 池田慎司※神前暁の変名[2]
- 製作プロデューサー - 八田英明
- アニメーション制作・製作 - 京都アニメーション

## テレビアニメ
テレビアニメ『空を見上げる少女の瞳に映る世界』は2009年（平成21年）1月から同年3月まで放送された。アニメーション制作は京都アニメーション。略称は『空上げ』（からあげ）で、これは後述するラジオ番組の名前に使われたり京都アニメーションのサイトにも掲載されている。前述したOVA『MUNTO』2作品に新作カットを加えたディレクターズカット版として放映され、ムントTVシリーズと銘打っている。なお、音楽は全て本作オリジナルとなり、声優もほぼ全員変更されている。しかしOVA2作と新規アニメの混合作品のため、キャラクターデザインが激しく変わり、OVA1巻（アニメ1話〜3話）とOVA2巻（アニメ4話〜6話Aパート）アニメオリジナル（6話Bパート〜最終回）とユメミに関してはまったくの別人と言っていいほど変わってしまっている。また、角川書店の漫画雑誌「月刊コンプエース」2009年5月号から10月号まで、MAKOTO2号による漫画化作品が連載された。

### スタッフ（テレビアニメ）
- 企画 - 八田陽子[1]
- 原作・アニメーション制作・製作 - 京都アニメーション[1]
- 監督 - 木上益治[1]
- シリーズ構成・脚本 - 木上益治とユメミる仲間たち[1]
- キャラクターデザイン・作画監督 - 荒谷朋恵[1]
- エフェクト作画監督（第4話 - 第9話） - 北之原孝将
- 設定 - 高橋博行
- 美術監督・美術ボード - 田村せいき
- 色彩設定 - 高木理恵
- 撮影監督 - 中上竜太
- 編集 - 重村建吾
- 音楽 - 神前暁・monaca
- 音楽制作 - ランティス
- 音楽プロデューサー - 斎藤滋
- 音響監督 - 鶴岡陽太[1]
- 音響制作 - 楽音舎
- チーフプロデューサー - 安田猛（第8話以降）
- プロデューサー - 八田英明、伊藤敦
- 製作協力 - 角川書店（第8話以降）、角川メディアハウス

### 主題歌（テレビアニメ）
オープニングテーマ「アネモイ」
作詞 - riya / 作曲・編曲 - 菊地創 / 歌 - eufonius
エンディングテーマ
「光と闇と時の果て」
「心の翼」（最終話）
作詞・歌 - Ceui / 作曲・編曲 - 小高光太郎、Ceui

### 各話リスト
| 話数  | サブタイトル   | 絵コンテ・演出 |
| ----- | -------------- | -------------- |
| 第1話 | 知ること       | 木上益治       |
| 第2話 | 逃げること     | 木上益治       |
| 第3話 | 立ち向かうこと | 木上益治       |
| 第4話 | 求めること     | 木上益治       |
| 第5話 | 迷うこと       | 木上益治       |
| 第6話 | 信じること     | 木上益治       |
| 第7話 | 許すこと       | 木上益治       |
| 第8話 | 諦めないこと   | 木上益治       |
| 第9話 | 愛すること     | 木上益治       |

### 放送局
| 放送地域 | 放送局       | 放送期間                | 放送日時                                     | 放送区分     |
| -------- | ------------ | ----------------------- | -------------------------------------------- | ------------ |
| 千葉県   | チバテレビ   | 2009年1月13日 - 3月10日 | 火曜 25時45分 - 26時15分                     | 独立UHF局    |
| 京都府   | KBS京都      | 2009年1月13日 - 3月10日 | 火曜 26時00分 - 26時30分                     | 独立UHF局    |
| 奈良県   | 奈良テレビ   | 2009年1月13日 - 3月10日 | 火曜 26時00分 - 26時30分                     | 独立UHF局    |
| 三重県   | 三重テレビ   | 2009年1月13日 - 3月10日 | 火曜 26時55分 - 27時25分                     | 独立UHF局    |
| 兵庫県   | サンテレビ   | 2009年1月15日 - 3月12日 | 木曜 24時40分 - 25時10分                     | 独立UHF局    |
| 埼玉県   | テレ玉       | 2009年1月15日 - 3月12日 | 木曜 25時00分 - 25時30分                     | 独立UHF局    |
| 東京都   | TOKYO MX     | 2009年1月16日 - 3月13日 | 金曜 26時30分 - 27時00分                     | 独立UHF局    |
| 神奈川県 | tvk          | 2009年1月16日 - 3月13日 | 金曜 27時15分 - 27時45分                     | 独立UHF局    |
| 和歌山県 | テレビ和歌山 | 2009年1月18日 - 3月15日 | 日曜 25時10分 - 25時40分                     | 独立UHF局    |
| 岐阜県   | ぎふチャン   | 2009年1月19日 - 3月16日 | 月曜 25時45分 - 26時15分                     | 独立UHF局    |
| 日本全国 | AT-X         | 2009年2月27日 - 4月24日 | 金曜 9時30分 - 10時00分 （リピート放送あり） | CSチャンネル |

### WEBラジオ
- タイトル：『空上げラジオ』（からあげらじお）
- パーソナリティ：相沢舞（日高ユメミ役）、内田彩（日高チカラ役）、白石稔（グリドリ役）
- 配信サイト：ランティスウェブラジオ
- 配信期間：2009年（平成21年）2月21日 - 7月25日（毎週土曜更新）（全23回）

#### コーナー
- オープニング寸劇
ユメミ、チカラ、グリドリのキャラクター設定を利用したギャグ寸劇。ゲストである村元が脚本を書いている。
- 愛の空上げ劇場
リスナーから送られてきた台本をもとに、パーソナリティ3人がショートドラマを演じるコーナー。
- なぜなにムント
アニメ『空を見上げる少女の瞳に映る世界』に登場したキャラクターについて紹介するコーナー。

#### ゲスト
- 第1・2回：伊藤敦（角川書店プロデューサー、本作品のプロデューサー）
- 第3・7・14 - 22回：村元克彦（京都アニメーション）
- 第9 - 13回：荒谷朋恵（キャラクターデザイン・総作画監督）
- 第23回：木上益治（監督）

#### エピソード
- 内田彩はアニメ収録現場ではいつもキレイな巻き髪をしてくるため相沢舞に「エッセンシャル」という愛称で呼ばれており、相沢はラジオでも「エッセンシャル」と呼ぼうと思っていたが、「エッセンシャル」では名前の原型が無いということで、ラジオ内での内田の愛称は「うっちー」で定着した（ラジオ第3回）。後日、相沢がらき☆すた in 武道館 あなたのためだから出演のためにヘアーエクステンションを利用していた[3]ことから、相沢は内田に対し「2人で"エッセンシャルズ"というコンビを組もう」と冗談交じりに言っている（ラジオ第7回）。

## 天上人とアクト人最後の戦い
『天上人とアクト人最後の戦い』（てんじょうびととアクトびとさいごのたたかい）は、2009年4月18日から公開の映画で、テレビアニメ『空を見上げる少女の瞳に映る世界』に新作カットを追加したディレクターズカット版として上映された。テレビアニメ6話以降からの時系列であり、OVA1,2巻を視聴したあとでも問題がないような構成になっている。
2009年（平成21年）8月28日には、京都アニメーションよりDVDが発売（品番：KYOMN-MV01、発売：京都アニメーション、販売：角川書店、販売協力：ムービック）され、限定版にはポストカード、サウンドトラックCDのほかに登場キャラクターをパロディとしたドラマCDが封入特典として付属する。通常版との共通特典として、劇場パンフレット縮刷版が、封入特典として付属映像特典は、劇場スポット、CM、東京で行われた劇場舞台挨拶、メイキングクリップなどが、音声特典はオーディオコメンタリーが収録されている。

### スタッフ（映画）
- 企画 - 八田陽子[1]
- 監督 - 木上益治[1]
- シリーズ構成・脚本 - 木上益治とユメミる仲間たち[1]
- キャラクターデザイン・作画監督 - 荒谷朋恵[1]
- エフェクト作画監督 - 北之原孝将
- 美術・ボード - 田村せいき
- 色彩設定 - 高木理恵
- 撮影監督 - 中上竜太
- 音響監督 - 鶴岡陽太[1]
- 編集 - 重村建吾
- 音楽 - 神前暁・monaca
- 音楽プロデューサー - 斎藤滋
- 音楽制作 - ランティス
- チーフプロデューサー - 安田猛
- プロデューサー - 八田英明、伊藤敦
- 制作協力 - アニメーションDo
- アニメーション制作 - Kyoto Animation[1]
- 製作 - 京都アニメーション[1]
- 配給 - 角川書店　クロックワークス

### 主題歌（映画）
「ユメミタソラ」
歌 - 日高ユメミ（相沢舞）
2009年（平成21年）5月27日にこの主題歌を収録したシングルCDがランティスより発売された。品番はLACM-4614。

### 上映劇場
どちらも、上映期間は2009年（平成21年）4月18日から5月1日まで。レイトショーのみの公開であった。4月18日にはシネマサンシャイン池袋、4月25日には京都シネマにてメインスタッフ・キャストによる舞台挨拶が行われた。
- シネマサンシャイン池袋
- 京都シネマ